# مي القماش
مي القماش (من مواليد 10 سبتمبر 1994) هي لاعبة تنس مصرية محترفة سابقة.
وصلت الكماش إلى أعلى التصنيفات المهنية حيث بلغت 913 في الفردي و 876 في الزوجي من قبل اتحاد التنس النسائي (WTA). فازت بلقب زوجي واحد في بطولات حلبة الـفيد الدولي لكرة المضرب للسيدات. لعبت مع فريق كأس فيد المصري، تتمتع القماش بسجل فوز وخسارة 6-6.

## الاتحاد الدولي لكرة المضرب
| حصيلة  | لا. | تاريخ         | المسابقة       | سطح | شريك        | المعارضين                                 | نتيجة            |
| ------ | --- | ------------- | -------------- | --- | ----------- | ----------------------------------------- | ---------------- |
| الوصيف | 1.  | 23 يونيو 2013 | شرم الشيخ، مصر | صلب | مادري لو رو | أليسيا كامبلوني فاليريا بروسبر            | 4–6، 5–7         |
| الفائز | 2.  | 30 يونيو 2013 | شرم الشيخ، مصر | صلب | مادري لو رو | جوليا فاليتوفا بولينا مونوفا              | 6–2، 2–6، [10–1] |
| الوصيف | 3.  | 16 يونيو 2014 | شرم الشيخ، مصر | صلب | ياسمين حمزة | أرابيلا فرنانديز رابينر ديسبينا باباميشيل | 3–6، 3–6         |

## المشاركة في كأس فيد

### الفرديات
| الإصدار                                             | منصة   | تاريخ         | موقع               | ضد           | سطح     | الخصم             | ف/خ   | النتيجة       |
| --------------------------------------------------- | ------ | ------------- | ------------------ | ------------ | ------- | ----------------- | ----- | ------------- |
| كأس فيد 2011 المجموعة الثالثة لمنطقة أوروبا/إفريقيا | R/R    | 5 مايو 2011   | القاهرة، مصر       | مولدوفا      | طين     | ألينا سلطانيتشي   | فوز   | 6–2، 6–1      |
| كأس فيد 2012 المجموعة الثالثة لمنطقة أوروبا/إفريقيا | R/R    | 17 أبريل 2012 | القاهرة، مصر       | ناميبيا      | طين     | ليسيدي شيا جاكوبس | فوز   | 6–1، 6–3      |
| كأس فيد 2012 المجموعة الثالثة لمنطقة أوروبا/إفريقيا | R/R    | 18 أبريل 2012 | القاهرة، مصر       | ليتوانيا     | طين     | لينا ستانتشيوتي   | خسارة | 2–6، 0–6      |
| كأس فيد 2012 المجموعة الثالثة لمنطقة أوروبا/إفريقيا | R/R    | 19 أبريل 2012 | القاهرة، مصر       | تونس         | طين     | أنس جابر          | خسارة | 3–6، 1–6      |
| كأس فيد 2012 المجموعة الثالثة لمنطقة أوروبا/إفريقيا | R/R    | 20 أبريل 2012 | القاهرة، مصر       | مولدوفا      | طين     | جوليا هيلبرت      | فوز   | 6–0، 6–2      |
| كأس فيد 2012 المجموعة الثالثة لمنطقة أوروبا/إفريقيا | تصفيات | 21 أبريل 2012 | القاهرة، مصر       | أرمينيا      | طين     | آني أميراغيان     | خسارة | 6–7(7–9)، 1–6 |
| كأس فيد 2017 مجموعة منطقة أوروبا/إفريقيا الثانية    | R/R    | 19 أبريل 2017 | شياولياي، ليتوانيا | ليتوانيا     | صلب (i) | بولينا باكايت     | خسارة | 2–6، 6–7(2–7) |
| كأس فيد 2017 مجموعة منطقة أوروبا/إفريقيا الثانية    | R/R    | 20 أبريل 2017 | شياولياي، ليتوانيا | الدنمارك     | صلب (i) | إميلي فرانكاتي    | خسارة | 3–6، 2–6      |
| كأس فيد 2017 مجموعة منطقة أوروبا/إفريقيا الثانية    | تصفيات | 21 أبريل 2017 | شياولياي، ليتوانيا | جنوب أفريقيا | صلب (i) | إيلزي هاتينغ      | فوز   | 7–5، 1–6، 6–2 |

### الزوجي
| الإصدار                                             | منصة   | تاريخ         | موقع         | ضد           | سطح  | شريك       | المنافسين                      | ث/ل   | نتيجة            |
| --------------------------------------------------- | ------ | ------------- | ------------ | ------------ | ---- | ---------- | ------------------------------ | ----- | ---------------- |
| كأس فيد 2011 المجموعة الثالثة لمنطقة أوروبا/إفريقيا | تصفيات | 7 مايو 2011   | القاهرة، مصر | جنوب أفريقيا | طين  | ميار شريف  | ناتاشا فوروكلاس مادري لو رو    | خسارة | 5–7، 6–4، [6–10] |
| كأس فيد 2012 المجموعة الثالثة لمنطقة أوروبا/إفريقيا | R/R    | 16 أبريل 2012 | القاهرة، مصر | قبرص         | كلاي | مورا إسحاق | ماريا سيوباشا أندريا تساجاريدو | فوز   | 6–0، 6–1         |
| كأس فيد 2012 المجموعة الثالثة لمنطقة أوروبا/إفريقيا | تصفيات | 21 أبريل 2012 | القاهرة، مصر | أرمينيا      | كلاي | مورا إسحاق | آني أميراغيان آنا موفسيسيان    | فوز   | 6–3، 4–6، 7–5    |